# Gran Visir

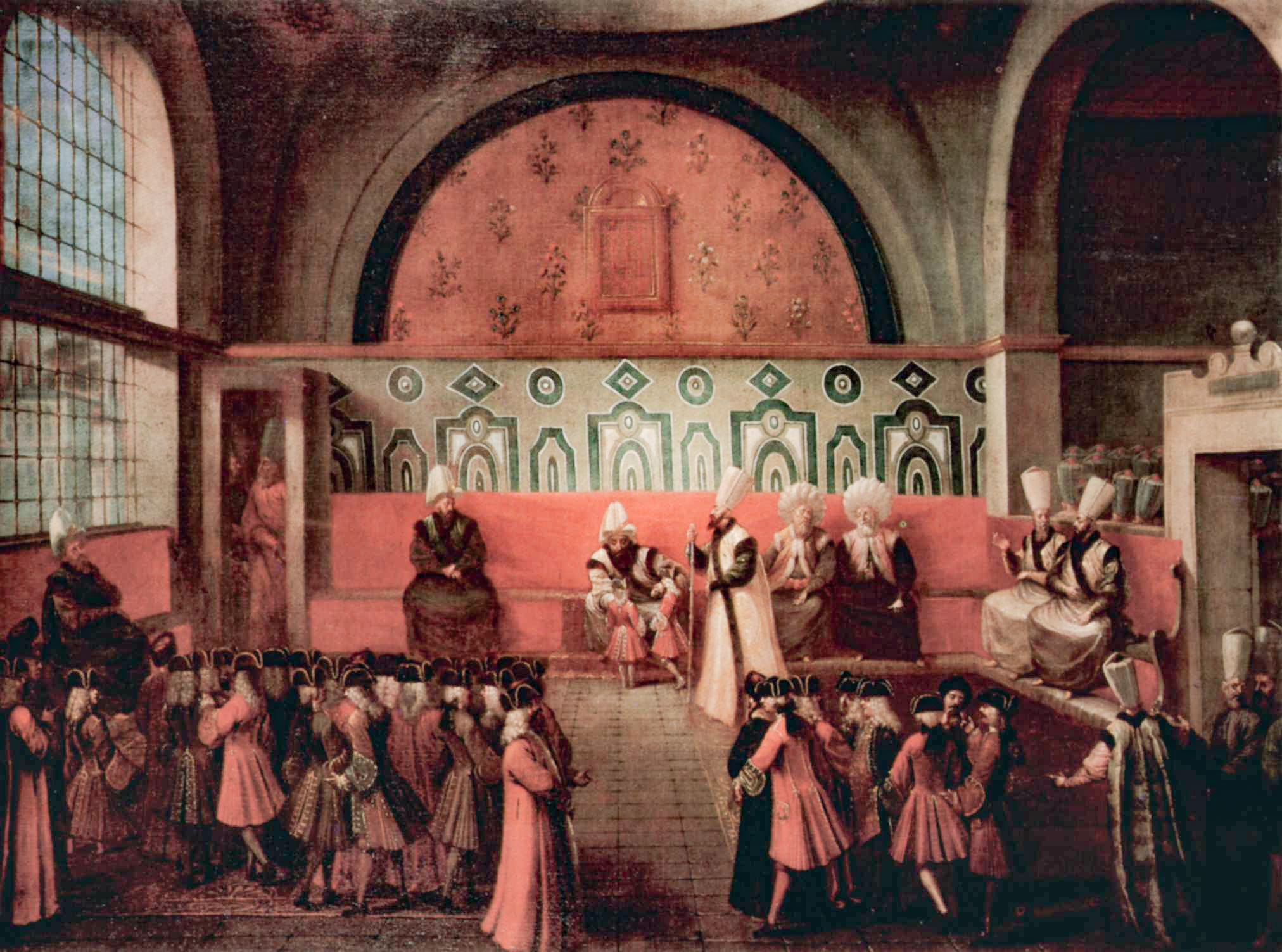
El Gran Visir concedint audiència sota la cúpula

Gran Visir, en Turc Sadr-ı Azam o Sadrazam (en Otomà: صدر اعظم or وزیر اعظم), deriva de la paraula persa visir (وزير). Era el primer ministre del Soldà, amb poder absolut i, en principi, només el podia deposar el mateix Soldà. Tenia el segell imperial i podia convocar els altres visirs per atendre els assumptes d'estat. La reunió dels visirs s'anomenava Kubbealtı dels visir, en referència al lloc de trobada, la Kubbealtı ('sota la cúpula') del Palau de Topkapı. Les seves oficines es trobaven a la Sublim Porta. Gran Visir (Vazīr-e Azam) és també el títol oficial urdú del Primer ministre del Pakistan (als ministres se’ls anomena visir).
Durant el període de formació de l'Imperi Otomà, només s'utilitzava el títol de Visir. El primer d'aquests visirs otomans que ser anomenat Gran Visir va ser Çandarli Kara Halil Hayreddin Paixà. El motiu de crear la figura del Gran Visir va ser la de distingir al portador del segell del soldà de la resta de visirs. L'inicialment més sovint utilitzat títol de vezir-i âzam va ser a poc a poc substituït per sadrazam, ambdós amb el significat de gran visir. Al llarg de la història de l'imperir otomà, els grans visirs se’ls ha anomenat també sadr-ı âlî ('visir superior'), vekil-i mutlak ('poder absolut'), sâhib-i devlet ('títular de l'estat'), serdar-ı ekrem, serdar-ı azam i zât-ı âsafî.
Durant l'era Köprülü (1656–1703) l'Imperi Otomà va ser controlat per una sèrie de grans visirs molt poderosos. La relativa ineficàcia dels sultans i la difusió del poder als nivells inferiors del govern va ser una característica de l'era Köprülü.
Després del període Tanzimat de l'Imperi Otomà al segle xix, els grans visirs van passar a desenvolupar un paper més similar al dels primers ministres contemporanis de les monarquies parlamentaris.

## Llista de visirs
La llista de grans visirs de l'Imperi Otomà és la següent:
| Grans Visirs de l'Imperi Otomà \| Gran Visir \| Inici del càrrec \| Final de càrrec \| Notes \| \| Alaeddin Paixà \| 1320 \| 1331 \| Turc otomà \| \| Mahmudoğlu Nizamüddin Ahmed Paşa \| 1331 \| 1348 \| Turc otomà \| \| Hacı Paşa \| 1348 \| 1349 \| Turc otomà \| \| Sinanüddin Yusuf Paixà \| 1349 \| 1364 \| Turc otomà \| \| Çandarli Kara Halil Hayreddin Paixà \| 1364 \| 22 de gener de 1387 \| Turc otomà de Cendere (o Çandar) prop d'Ankara. El primer que va portar el títol. \| \| Çandarli Alí Paixà \| 1387 \| 1406 \| Turc otomà \| \| Osmancıklı İmamzade Halil Paşa \| 1406 \| 1413 \| Turc otomà d'Osmancık \| \| Amasyalı Beyazıd Paşa \| 1413 \| 1421 \| Turc otomà d'Amasya \| \| Çandarli Ibrahim Paixà \| 1421 \| 1429 \| Turc otomà \| \| Osmancıklı (Amasyalı) Koca Mehmed Nizamüddin Paşa \| 1429 \| 1439 \| Turc otomà d'Osmancık o Amasya \| \| Çandarli Halil Paixà \| 1443 \| 1 de juny de 1453 \| Turc otomà. Primer gran visir que fou executat \| \| Zaganos Paixà \| Juny de 1453 \| 1456 \| Albanès \| \| Mahmut Paixà Angelovitx (primera vegada) \| 1456 \| 1466[1] \| Serbi. Ex presoner de guerra que es va casar amb una filla de Mehmet II.[2] \| \| Rum Mehmed Paixà \| 1466 \| 1469 \| Grec.[3] \| \| İshak Paşa (primera vegada) \| 1469 \| 1472 \| origen eslau \| \| Mahmut Paixà Angelovitx (segona vegada) \| 1472 \| 1474 \| Serbi. Ex presoner de guerra casat a una filla de Mehmet II.[2] \| \| Gefik Ahmad Paixà \| 1474 \| Maig de 1476 \| noble serbo-romà d'Orient[4] \| \| Karamanlı Mehmed Paixà \| Maig de 1476 \| 1481 \| Turc otomà de Karaman \| \| İshak Paşa (segona vegada) \| 1481 \| 1483 \| origen serbi o bosnià \| \| Dawud Paixà Kodja \| 1483 \| 1497 \| Albanès \| \| Hersekli Ahmed Paşa (primera vegada) \| 2 de març de 1497 \| 19 d'agost de 1498 \| croat d'Hercegovina \| \| Çandarli (II) Ibrahim Paixà \| 1498 \| agost de 1499 \| Turc otomà \| \| Mesih Paixà \| 1499 \| novembre de 1501 \| grec \| \| Khadim Ali Paixà (primera vegada) \| 1501 \| Desembre de 1502 \| Serbi de Bòsnia (Hadim = Criat) \| \| Hersekli Ahmed Paşa (segona vegada) \| Desembre de 1502 \| 7 de setembre de 1506 \| Croat d'Hercegovina \| \| Khadim Ali Paixà (segona vegada) \| 1506 \| Juliol de 1511 \| Serbi de Bòsnia \| \| Hersekli Ahmed Paşa (tercera vegada) \| Juliol de 1511 \| Setembre de 1511 \| Croat d'Hercegovina \| \| Koca Mustafa Paşa \| Setembre de 1511 \| 1512 \| Grec \| \| Hersekli Ahmed Paşa (quarta vegada) \| 1512 \| 28 de novembre de 1514 \| Croat d'Hercegovina \| \| Dukakinoğlu Ahmed Paşa \| 18 de desembre de 1514 \| 8 de setembre de 1515 \| Albanès \| \| Hersekli Ahmed Paşa (cinquena vegada) \| 8 de setembre de 1515 \| 26 d'abril de 1516 \| Croat d'Hercegovina \| \| Hadım Sinan Paşa \| 26 d'april de 1516 \| 22 de gener de 1517 \| Bosnià, família Boronivic(Hadim = Criat) \| \| Devşirme Yunus Paşa \| 22 de gener de 1517 \| 13 de setembre de 1517 \| Origen desconegut, però no turc \| \| Piri Mehmed Paşa \| 25 de gener de 1518 \| 27 de juny de 1523 \| Turc otomà d'Aksaray \| \| Pargali Ibrahim Paixà, conegut també com a Frenk İbrahim Pasha \| 27 de juny de 1523 \| 14 de mraç de 1536 \| Greec de Parga \| \| Ayas Paixà \| 14 de març de 1536 \| 13 de juliol de 1539 \| Albanès \| \| Çelebi Lütfi Paşa \| 13 de juliol de 1539 \| Abril de 1541 \| Albanès d'Avlonya (Vlorë) (Çelebi = persona refginada i de bones maneres) \| \| Hadim Süleyman Paixà \| Abril 1541 \| 28 de novembre de 1544 \| Origen desconegut (Hadim = Manservant) \| \| Damat Rüstem Paşa (primera vegada) \| 28 de novembre de 1544 \| 6 d'octubre de 1553 \| Croat de Bòsnia \| \| Kara Ahmad Paixà \| 6 d'octubre de 1553 \| 29 de setembre de 1555 \| Albanès \| \| Damat Rüstem Paşa (segona vegada) \| 29 de setembre de 1555 \| 10 de juliol de 1561 \| Croat de Bòsnia \| \| Semiz Ali Paixà \| 10 de juliol de 1561 \| 28 de juny de 1565 \| Serbi \| \| Sokollu Mehmet Paşa (Mehmed Paṥa Sokolović) \| 28 de juny de 1565 \| 12 d'octubre de 1579 \| Serbi de Bòsnia \| \| Semiz Ahmed Paşa \| 12 d'octubre de 1579 \| 28 d'abril de 1580 \| Albanès \| \| Lala Mustafà Paixà \| 28 d'abril de 1580 \| 7 d'agost de 1580 \| Bosnià (Lala = tutor del sultà) \| \| Koca Sinan Paixà (primera vegada) \| 7 d'agost de 1580 \| 6 de desembre de 1582 \| Albanès \| \| Kanijeli Siyavuş Paşa (primera vegada) \| 24 de desembre de 1582 \| 25 de juliol de 1584 \| Croat o hongarès de Kanije \| \| Özdemiroğlu Osman Paşa \| 28 de juliol de 1584 \| 29 d'octubre de 1585 \| Mameluc circassià \| \| Hadim Mesih Paixà \| 1 de novembre de 1585 \| 14 d'abril de 1586 \| D'origen desconegut (Hadim = Criat) \| \| Kanijeli Siyavuş Paşa (segona vegada) \| 14 d'abril de 1586 \| 2 d'abril de 1589 \| Croat o hongarès de Kanije \| \| Koca Sinan Paixà (segona vegada) \| 14 d'abril de 1589 \| 1 d'agost de 1591 \| Albanès \| \| Ferhad Paixà (primera vegada) \| 1 d'agost de 1591 \| 4 d'abril de 1592 \| Albanès \| \| Kanijeli Siyavuş Paşa (tercera vegada) \| 4 d'abril de 1592 \| 28 de gener de 1593 \| Croat o hongarès de Kanije \| \| Koca Sinan Paixà (tercera vegada) \| 28 de gener de 1593 \| 16 de febrer de 1595 \| Albanès \| \| Ferhad Paixà (segona vegada) \| 16 de febrer de 1595 \| 7 de juliol de 1595 \| Albanès \| \| Koca Sinan Paixà (quarta vegada) \| 7 de juliol de 1595 \| 19 de novembre de 1595 \| Albanès \| \| Tekeli Lala Mehmed Paixà \| 19 de novembre de 1595 \| 28 de novembre de 1595 \| Turc otomà de Manisa \| \| Koca Sinan Paixà (cinquena vegada) \| 1 de desembre de 1595 \| 3 d'abril de 1596 \| Albanès \| \| Damat Ibrahim Paixà (primera vegada) \| 4 d'abril de 1596 \| 27 d'octubre de 1596 \| Serbi (Damat = Novi de la Dinastia) \| \| Cığalazade Yusuf Sinan Paşa \| 27 d'octubre de 1596 \| 5 de desembre de 1596 \| Italià, d'una família genovesa de Cicala. \| \| Damat Ibrahim Paixà (segona vegada) \| 5 de desembre de 1596 \| 3 de novembre de 1597 \| Serbi (Damat = Novi de la dinastia) \| \| Hadim Hasan Paixà \| 3 de novembre de 1597 \| 9 d'abril de 1598 \| Origen desconegut \| \| Cerrah Mehmed Paşa \| 9 d'abril de 1598 \| 6 de gener de 1599 \| Turc otomà (Cerrah = Cirurgià) \| \| Damat Ibrahim Paixà (tercera vegada) \| 6 de gener de 1599 \| 10 de juliol de 1601 \| Serbi (Damat = Novi de la dinastia) \| \| Yemişçi Hasan Paşa \| 22 de juliol de 1601 \| 4 d'octubre de 1603 \| Albanès (Yemişçi = Venedor de fruita) \| \| Malkoç Yavuz Ali Paşa \| 16 d'octubre de 1603 \| 26 de juliol de 1604 \| Serbi. Dinastia de Malkoç, abans Malković[5] \| \| Sokolluzade Lala Mehmed Paixà \| 5 d'agost de 1604 \| 21 de juny de 1606 \| Bosnià (Lala = Tutor) \| \| Derwix Paixà \| 21 de juny de 1606 \| 9 de desembre de 1606 \| Bosnià \| \| Kuyucu Murat Paşa \| 11 de desembre de 1606 \| 5 d'agost de 1611 \| Croat (Kuyucu = Enterrador de fonts) \| \| Gümülcineli Damat Nasuh Paşa \| 5 d'agost de 1611 \| 17 d'octubre de 1614 \| Possible albanès de Gümülcine. (Damat = Novi de la dinastia). Casat amb Ayşe Sultan, filla d'Ahmet I \| \| Öküz Kara Mehmed Paixà (primera vegada) \| 17 d'octubre de 1614 \| 17 de novembre de 1616 \| Turc otomà d'Istanbul (Öküz = Bou) \| \| Damat Halil Paixà (primera vegada) \| 17 de novembre de 1616 \| 18 de gener de 1619 \| Armeni de Zeytun (Damat = Novi de la dinastia) \| \| Öküz Kara Mehmed Paixà (segona vegada) \| 18 de gener de 1619 \| 23 de desembre de 1619 \| Turc otomà d'Istanbul \| \| Güzeldje Ali Paixà \| 23 de desembre de 1619 \| 9 de març de 1621 \| Turc otomà (Güzelce = Guapo) \| \| Ohrili Hüseyin Paşa \| 9 de març de 1621 \| 17 de setembre de 1621 \| Albanès d'Ohri \| \| Dilawar Paixà \| 17 de setembre de 1621 \| 20 de maig de 1622 \| Croat \| \| Kara Dawud Paixà \| 20 de maig de 1622 \| 13 de juny de 1622 \| Bosnià \| \| Mere Hüseyin Paşa (primera vegada) \| 13 de juny de 1622 \| 8 d'agost de 1622 \| Albanès ("Mere!" = "Agafa-ho!" en albanès; l'únic gran visir que no parlava turc) \| \| Lefkeli Mustafa Paşa \| 8 d'agost de 1622 \| 21 de setembre de 1622 \| Turc otomà de Lefke, moderna Orhaneli \| \| Gürcü Mehmed Paixà I (Hadım -'Eunuc'- Mehmed Paixà) \| 21 de setembre de 1622 \| 5 de febrer de 1623 \| Georgia (Gürcü = Georgià) \| \| Mere Hüseyin Paşa (segona vegada) \| 5 de febrer de 1623 \| 30 d'agost de 1623 \| Albanès \| \| Kemankeş Kara Ali Paşa \| 30 d'agost de 1623 \| 3 d'abril de 1624 \| Turc otomà (Kemankeş = Arquer) \| \| Çerkes Mehmed Ali Paşa \| 3 d'abril de 1624 \| 28 de gener de 1625 \| Circasià (Çerkes = Circassià) \| \| Hafiz Ahmed Paixà (primera vegada) \| 8 de febrer de 1625 \| 1 de desembre de 1626 \| Turc o Pomak (Búlgar musulmà),m casat amb Ayşe Sultan filla d'Ahmed I \| \| Damat Halil Paixà (segona vegada) \| 1 de desembre de 1626 \| 6 d'abril de 1628 \| Armeni de Zeytun (Damat = Novi de la dinastia) \| \| Gazi Ekrem Hüsrev Paixà \| 6 d'abril de 1628 \| 25 d'octubre de 1631 \| Bosnià \| \| Hafiz Ahmed Paixà (segona vegada) \| 25 d'octubre de 1631 \| 10 de febrer de 1632 \| Turc o Pomak de Filibe. \| \| Topal Recep Paşa \| 10 de febrer de 1632 \| 18 de maig de 1632 \| Bosnià (Topal = Placa) \| \| Tabanıyassi Mehmed Paixà \| 18 de maig de 1632 \| 2 de febrer de 1637 \| Possiblement albanès (Tabanıyassı = Peus plans) \| \| Bayram Paşa \| 2 de febrer de 1637 \| 26 d'agost de 1638 \| Turc otomà d'Istanbul \| \| Tayyar Mehmed Paşa \| 27 d'agost de 1638 \| 23 de desembre de 1638 \| Turc otomà \| \| Kemankeş Kara Mustafa Paşa \| 23 de desembre de 1638 \| 31 de gener de 1644 \| Albaniès (Kemankeş = Arquer) \| \| Sultanzade Semiz Mehmed Paixà àlies Civan Kapucubaşı Sultanzade Mehmed Paşa \| 31 de gener de 1644 \| 17 de desembre de 1645 \| Turc Otomà (Sultanzade = Fill d'una princesa otomana) \| \| Nevesinli Salih Paşa \| 17 de desembre de 1645 \| 16 de setembre de 1647 \| Bosnià de Nevesinje. \| \| Kara Musa Paşa \| 16 de setembre de 1647 \| 21 de setembre de 1647 \| Turc otomà. Mort abans de rebre el segell. \| \| Ahmed Paixà Hezarpare \| 21 de setembre de 1647 \| 7 d'agost de 1648 \| Grec otomà d'Istanbul (Hezarpare = Mil peces) \| \| Sofu Mehmed Paşa o Mevlevi Mehmed Paşa \| 7 d'agost de 1648 \| 21 de maig de 1649 \| Turc otomà (Sofu = Devot) \| \| Kara Dev Murad Paşa \| 21 de maig de 1649 \| 5 d'agost de 1651 \| Albanès (Dev = Gegant) \| \| Melek Ahmed Paşa \| 5 d'agost de 1651 \| 21 d'agost de 1651 \| Abkhaz (Melek = Àngel) \| \| Abaza Damad Siyavuş Paşa (primera vegada) \| 21 d'agost de 1651 \| 27 de setembre de 1651 \| Abkhaz \| \| Gürcü Mehmed Paşa II \| 27 de setembre de 1651 \| 20 de juny de 1652 \| Georgià (Gürcü - Georgià) \| \| Tarhoncu Ahmet Paşa \| 20 de juny de 1652 \| 21 de març de 1653 \| Albanès (tarhoncu = ‘venedor d'herbes') \| \| Derwix Mehmed Paixà \| 21 de març de 1653 \| 28 d'octubre de 1654 \| Circassià \| \| İpşiri Mustafa Paşa \| 28 d'octubre de 1654 \| 11 de maig de 1655 \| Abkhaz (İpşiri = Portador de bones notícies). Casat amb Ayşe Sultan, filla d'Ahmet I \| \| Kara Dev Murad Paşa (segona vegada) \| 11 de maig de 1655 \| 19 de'agost de 1655 \| Albanès \| \| Ermeni Süleyman Paşa \| 19 d'agost de 1655 \| 28 de febrer de 1656 \| Turc de Malatya, tot i el cognom Ermeni que vol dir armeni. \| \| Gazi Deli Hüseyin Paşa, també Deli Husayn Paixà \| 28 de febrer de 1656 \| 5 de març de 1656 \| Turc otomà de Yenişehir. No va rebre el segell. (Deli = Enfadat) \| \| Zurnazen Mustafa Paşa (va exercir 4 hores) \| 5 de març de 1656 \| 5 de març de 1656 \| Albanès (Zurnazen = Clarinetista). Enderrocat per una revolta. \| \| Abaza Damad Siyavuş Paşa (segona vegada) \| 5 de març de 1656 \| 25 d'abril de 1656 \| Abkhaz \| \| Boynuyaralı Mehmed Paşa \| 26 d'abril de 1656 \| 15 de setembre de 1656 \| Turc otomà de Samsun (Boynu yaralı = Coll Tallat) \| \| Köprülü Mehmed Paşa \| 15 de setembre de 1656 \| 31 d'octubre de 1661 \| Albanès de Rudnik \| \| Köprülü Fazıl Ahmed Paşa \| 31 d'octubre de 1661 \| 19 d'octubre de 1676 \| Pare albanès i mare turca otomana \| \| Merzifonlu Kara Mustafa Paṣa \| 19 d'octubre de 1676 \| 25 de desembre de 1683 \| Turc otomà de Merzifon \| \| Kara Ibrahim Paixà \| 15 de desembre de 1683 \| 18 de novembre de 1685 \| Bosnià \| \| Sarı Süleyman Paşa \| 18 de novembre de 1685 \| 18 de setembre de 1687 \| Bosnià (Sarı = Ros) \| \| Köprülü Damadı Abaza Siyavuş Paşa \| 18 de setembre de 1687 \| 3 de març de 1688 \| Abkhaz. \| \| Nixandji Ismail Paixà (Ayazli Nixandji Ismail Paixà) \| caimacan 1 de març de 1688, gran visir 2 de maig de 1688 (mohafiz d'Ozi, visir sense segell entre 4 de març i 2 de maig) \| 30 de maig de 1868 \| Turc otomà d'Ayaş) \| \| Tekirdağlı Bekri Mustafa Paşa \| 30 de maig de 1688 \| 7 de novembre de 1689 \| Turc otomà de Tekirdağ. \| \| Köprülü Fazıl Mustafa Paşa \| 10 de novembre de 1689 \| 19 d'agost de 1691 \| Turc otomà (família Köprülü) \| \| Arabadji Ali Paixà \| 24 d'agost de 1691 \| 21 de març de 1692 \| Albanès (Arabacı = Conductor de carros) \| \| Merzifonlu Çalık Hacı Ali Paşa \| 23 de març 1692 \| 17 de març de 1693 \| Turc otomà de Merzifon. \| \| Bozoklu (Bıyıklı) Mustafa Paşa \| 17 de març de 1693 \| març de 1694 \| Turc otomà de Bozok (moderna Yozgat). \| \| Sürmeli Ali Paixà \| 13 de març de 1694 \| 22 d'abril de 1695 \| Grec de Dimetoka) (Sürmeli = Ulls tenyits) \| \| Elmas Mehmed Paixà \| 3 de maig de 1695 \| 11 de setembre de 1697 \| Turc otomà (Elmas = Diamant) \| \| Amudja-zade Husayn Paixà \| 17 de setembre de 1697 \| 4 de setembre 1702 \| Turc otomà \| \| Daltaban Mustafa Paşa \| 4 de setembre 1702 \| 24 de gener de 1703 \| Serbi, segons Joseph von Hammer, de Monastır (Daltaban = descalç) \| \| Rami Mehmed Paixà \| 25 de gener de 1703 \| 22 d'agost de 1703 \| Turc otomà, d'Istanbul \| \| Sührablı Kavanoz Nişancı Ahmed Paşa \| 22 d'agost de 1703 \| 16 de novembre de 1703 \| Rus (Kavanoz = Una gerra, per la seva figura, baix i gros) \| \| Damad Hasan Paixà \| 18 de novembre de 1703 \| 28 de setembre de 1704 \| Turc otomà de Mora (Damat = nuvi de la dinastia) \| \| Kalaylıkoz Hacı Ahmed Paşa \| Octubre de 1704 \| 25 de desembre de 1704 \| desconegut \| \| Baltacı Mehmed Paixà (1r cop) \| 25 de desembre de 1704 \| 3 de maig de 1706 \| Turc otomà d'Osmancık. \| \| Çorlulu Damat Ali Paşa \| 3 de maig de 1706 \| 15 de juny de 1710 \| Turc de Çorlu (Damat = Nuvi de la dinastia) \| \| Köprülüzade Damat Numan Paşa \| 16 de juny de 1710 \| 17 d'agost de 1710 \| Turc otomà \| \| Baltacı Mehmed Paixà (segona vegada) \| 18 d'agost de 1710 \| 20 de novembre de 1711 \| Turc otomà d'Osmancık. \| \| Gürcü Ağa Yusuf Paşa \| 20 de novembre de 1711 \| 11 de novembre de 1712 \| Georgià \| \| Silahdar Süleyman Paşa \| 12 de novembre de 1712 \| 6 d'abril de 1713 \| Abkhaz \| \| Kel Hoca İbrahim Paşa \| 6 d'abril de 1713 \| 7 d'abril de 1713 \| Turc otomà de Serez (Serres) \| \| Silahdar Damat Ali Paşa \| 27 d'abril de 1713 \| 5 d'agost de 1716 \| Turc otomà d'İznik (Damat = Novi de la dinastia) \| \| Hacı Halil Paşa \| 21 d'agost de 1716 \| Octubre de 1717 \| Albanès \| \| Tevkii Nişancı Mehmed Paşa \| Octubre de 1717 \| 9 de maig de 1718 \| Turc otomà de Kayseri \| \| Nevşehirli Damat İbrahim Paşa \| 9 de maig de 1718 \| 16 d'octubre de 1730 \| Turc otomà de Nevşehir. (Damat = Novi de la dinastia) \| \| Silahdar Damat Mehmed Paşa \| 16 d'octubre de 1730 \| 23 de gener de 1731 \| Turc otomà d'Istanbul (Damat = Nuvi) \| \| Kabakulak İbrahim Paşa \| 23 de gener de 1731 \| 11 de setembre de 1731 \| Turc otomà de Şebinkarahisar \| \| Topal Osman Paşa \| 21 de setembre de 1731 \| 12 de març de 1732 \| Turc otomà (Topal = Lamina) \| \| Hekimoğlu Ali Paşa (primera vegada) \| 12 de març de 1732 \| 14 de juliol de 1735 \| De pare venecià i mare otomana \| \| Gürcü İsmail Paşa \| 14 de juliol de 1735 \| 25 de desembre de 1735 \| Georgià (Gürcü = Georgià) \| \| Silahdar Seyyid Mehmed Paşa \| 10 de gener de 1736 \| 5 d'agost de 1737 \| Turc otomà de Dimetoka \| \| Muhsinzade Abdullah Paşa \| 22 d'agost de 1737 \| 19 de desembre de 1737 \| Àrab d'Aleppo \| \| Yeğen Mehmed Paşa \| 3 de desembre de 1737 \| 23 de març de 1739 \| Turkc otomà (Yeğen = nebot (del sultà)) \| \| Hacı İvazzade Mehmed Paşa \| 17 de març de 1739 \| 23 de juny de 1740 \| Albanès \| \| Nişancı Şehla Hacı Ahmed Paşa \| 22 de juliol de 1740 \| 7 d'abril de 1742 \| Turc otomà d'Alanya \| \| Hekimoğlu Ali Paşa (segona vegada) \| 21 d'abril de 1742 \| 4 d'octubre de 1742 \| De pare venecià i mare otomana \| \| Seyyid Hasan Paşa \| 4 d'octubre de 1742 \| 10 d'agost de 1746 \| Turc otomà de Karahisar (actual Şebinkarahisar) \| \| Tiryaki Hacı Mehmed Paşa \| 11 d'agost de 1746 \| 24 d'agost de 1747 \| Turc otomà (Tiryaki= addicte (al tàbac, a l'opi etc...)). \| \| Boynueğri Seyyid Abdullah Paşa \| 24 d'agost de 1747 \| 2 de gener de 1750 \| Turc otomà de Kerkük \| \| Divitdar Mehmed Emin Paşa \| 9 de gener de 1750 \| 1 de juliol de 1752 \| Turc otomà d'Istanbul \| \| Çorlulu Köse Bahir Mustafa Paşa (primera vegada) \| 1 de juliol de 1752 \| 16 de febrer de 1755 \| Turc otomà de Çorlu (Köse = Poca barba) \| \| Hekimoğlu Ali Paşa (3r cop) \| 16 de fenrer de 1755 \| 19 de maig de 1755 \| De pare venecià i mare otomana \| \| Naili Abdullah Paşa \| 19 de maig de 1755 \| 24 d'agost de 1755 \| Turc otomà d'Istanbul \| \| Silahdar Bıyıklı Ali Paşa \| 24 d'agost de 1755 \| 25 d'octubre de 1755 \| Albanès \| \| Yirmisekizzade Mehmed Said Paşa \| 25 d'octubre de 1755 \| 1 d'abril de 1756 \| Turc otomà d'Edirne (Yirmisekiz = Vint-i-vuit, perquè el seu pare havia servit al batalló 28 dels geníssers) \| \| Çorlulu Köse Bahir Mustafa Paşa (segona vegada) \| 30 d'abril de 1756 \| 3 de desembre de 1756 \| Turc otomà de Çorlu (Köse = Poca barba) \| \| Koca Mehmed Ragıp Paşa \| 12 de gener de 1757 \| 8 d'abril de 1763 \| Turc otomà d' Istanbul \| \| Tevkii Hamza Hamid Paşa \| 11 d'abril de 1763 \| 29 de setembre de 1763 \| Turc otomà de Develi \| \| Çorlulu Köse Bahir Mustafa Paşa (tercera vegada) \| 29 de setembre de 1763 \| 30 de març de 1765 \| Turc otomà de Çorlu \| \| Muhsinzade Mehmed Paşa (primera vegada) \| 30 de març de 1765 \| 7 d'agost de 1768 \| Turc otomà \| \| Silahdar Hamza Mahir Paşa \| 7 d'agost de 1768 \| 20 d'octubre de 1768 \| Turc otomà de Develi \| \| Yağlıkçızade Nişancı Hacı Mehmed Emin Paşa \| Octubre 1768 \| 12 d'agost de 1769 \| Turc otomà d'Istanbul \| \| Moldovancı Ali Paşa \| 12 d'agost de 1769 \| 12 de desembre de 1769 \| Turc otomà de Daday \| \| İvazzade Halil Paşa \| 13 de desembre de 1769 \| 25 de desembre de 1770 \| Turc otomà \| \| Silahdar Mehmed Paşa \| 25 de desembre de 1770 \| 11 de desembre de 1771 \| Turc otomà d' Istanbul \| \| Muhsinzade Mehmed Paşa (segona vegada) \| Desembre de 1771 \| 4 d'agost de 1774 \| Turc otomà \| \| Safranbolulu İzzet Mehmed Paşa (primera vegada) \| 11 d'agost de 1774 \| 7 de juliol de 1775 \| Turc otomà de Safranbolu. \| \| Moralı Derviş Mehmed Paşa \| 7 de juliol de 1775 \| 5 de gener de 1777 \| Turc otomà de Mora (Peloponès) \| \| Darendeli Cebecizade Mehmed Paşa \| 5 de gener de 1777 \| 1 de setembre de 1778 \| Turc otomà de Darende. \| \| Kalafat Mehmed Paşa \| 1 de setembre de 1778 \| 22 d'agost de 1779 \| Búlgar de Sofia. \| \| Silahdar Karavezir Seyyid Mehmed Paşa o Karavezir Seyyid Mehmed Paşa \| Agost de 1779 \| 20 de febrer de 1781 \| Turc otomà d'Arabsun prop de Kırşehir \| \| Safranbolulu İzzet Mehmed Paşa (segona vegada) \| 20 de febrer de 1781 \| 25 d'agost de 1782 \| Turc otomà de Safranbolu. \| \| Yeğen Hacı Mehmed Paşa \| 25 d'agost de 1782 \| 31 de desembre de 1782 \| Turc otomà (Yeğen = Nebot, en aquest cas "nebot del sultà"). \| \| Halil Hamid Paşa \| 31 de desembre de 1782 \| 30 d'abril de 1785 \| Turc otomà d'Isparta \| \| Hazinedar Şahin Ali Paşa \| 30 d'abril de 1785 \| 25 de gener de 1786 \| Probablement georgià \| \| Koca Yusuf Paşa (primera vegada) \| 25 de gener de 1786 \| 28 de maig de 1789 \| Georgià \| \| Kethüda Çerkes Meyyit Hasan Paşa o Cenaze Hasan Paṣa \| 28 de maig de 1789 \| 2 de gener de 1790 \| Circassià ("Cenaze" o "Meyyit" = Un funeral, un cos mort) \| \| Cezayirli Gazi Hasan Paşa \| 2 de gener de 1790 \| 30 de març de 1790 \| Turc otomà, segurament d'origen caucàsic/iranià comprat com a esclau i criat a Tekirdağ. Cezayirli vol dir d' Alger lloc on va exercir la corsa. \| \| Rusçuklu Çelebizade Şerif Hasan Paşa \| 16 d'abril de 1790 \| 12 de febrer de 1791 \| Turc otomà de Rusçuk. \| \| Koca Yusuf Paşa (segona vegada) \| 12 de febrer de 1791 \| 1792 \| Georgià \| \| Damat Melek Mehmed Paşa \| 1792 \| 21 d'octubre de 1794 \| Bosnià (Damat = Novi de la dinastia otomana) \| \| Safranbolulu İzzet Mehmed Paşa (tercera vegada) \| 21 d'octubre de 1794 \| 23 d'octubre de 1798 \| Turc otomà de Safranbolu. \| \| Kör Yusuf Ziyaüddin Paşa (primera vegada) \| 23 d'octubre de 1798 \| 24 de juny de 1805 \| Turc otomà (Kör = Blind) \| \| Bostancıbaşı Hafız İsmail Paşa \| 24 de setembre de 1805 \| 13 d'octubre de 1806 \| Turc otomà \| \| Keçiboynuzu İbrahim Hilmi Paşa \| 13 d'octubre de 1806 \| 3 de juny de 1807 \| Turc otomà (Keçiboynuzu = Garrofa, per ser suposadament trencadís com les garrofes) \| \| Çelebi Mustafa Paşa \| 3 de juny de 1807 \| 29 de juliol de 1808 \| Turc otomà (Çelebi = Persona refinada, intel·ligent i de bones maneres) \| \| Bayrakdar Mustafà Paixà, també conegut com a Alemdar Mustafà Paixà \| 29 de juliol de 1808 \| 15 de novembre de 1808 \| Turc otomà de Rusçuk. (Alemdar o Bayraktar = portaestendard, els dos noms corresponen al mateix rang als geníssers) \| \| Çavuşbaşı Memiş Paşa \| 16 de novembre de 1808 \| Desembre de 1808 \| Albanès (Çavuşbaşı = Sargent Major) \| \| Çarhacı Ali Paşa \| Desembre de 1808 \| Març de 1809 \| Turc otomà \| \| Kör Yusuf Ziyaüddin Paşa (segona vegada) \| Març de 1809 \| Febrer de 1811 \| Turc otomà \| \| Laz Aziz Ahmed Paixà \| Febrer de 1811 \| Juliol de 1812 \| Laz \| \| Hurşid Ahmed Paşa \| Juliol de 1812 \| 30 de març de 1815 \| Turc otomà; únic gran visir otomà que es va suïcidar en l'exercici del càrrec \| \| Mehmed Emin Rauf Paşa (primera vegada) \| 30 de març de 1815 \| 6 de gener de 1818 \| Turc otomà \| \| Burdurlu Derviş Mehmed Paixà \| 6 de gener de 1818 \| 5 de gener de 1820 \| Turc otomà de Burdur \| \| Ispartalı Seyyid Ali Paşa \| 5 de gener de 1820 \| 21 d'abril de 1821 \| Turc otomà \| \| Benderli Ali Paşa \| 21 d'abril de 1821 \| 30 d'abril de 1821 \| Turc otomà de Bender (actual Moldàvia). El darrer gran visir executat per orde del sultà \| \| Hacı Salih Paşa \| 30 d'abril de 1821 \| 11 de novembre de 1822 \| Turc otomà \| \| Bostancıbaşı Deli Abdullah Paşa \| 11 de novembre de 1822 \| 4 de març de 1823 \| Turc otomà (Deli = Enfadat) \| \| Turnacızade Silahdar Ali Paşa \| 4 de març de 1823 \| Desembre de 1823 \| Turc otomà \| \| Mehmed Said Galip Paşa \| Desembre de 1823 \| 15 de setembre de 1824 \| Turc otomà \| \| Benderli Mehmed Selim Sırrı Paşa \| 15 de setembre de 1824 \| 26 d'octubre de 1828 \| Turc otomà de Bender (actual Moldàvia) \| \| Darendeli Topal İzzet Mehmed Paşa (primera vegada) \| 26 d'octubre de 1828 \| Gener de 1829 \| Turc otomà de Darende. \| \| Reşid Mehmed Paixà \| Gener de 1829 \| 17 de febrer de 1833 \| Turc otomà \| \| Mehmed Emin Rauf Paşa (segona vegada) \| 17 de febrer de 1833 \| 8 de juliol de 1839 \| Turc otomà \| \| Koca Mehmed Hüsrev Paşa \| 8 de juliol de 1839 \| 29 de maig de 1841 \| Turc otomà \| \| Mehmed Emin Rauf Paşa (tercera vegada) \| 29 de maig de 1841 \| 7 d'octubre de 1841 \| Turc otomà \| \| Darendeli Topal İzzet Mehmed Paşa (segona vegada) \| 7 d'octubre de 1841 \| 3 de setembre de 1842 \| Turc otomà de Darende \| \| Mehmed Emin Rauf Paşa (quarta vegada) \| 3 de setembre de 1842 \| 31 de juliol de 1846 \| Turc otomà \| \| Koca Mustafa Reşid Paşa (primera vegada) \| 31 de juliol de 1846 \| 28 d'abril de 1848 \| Turc otomà \| \| İbrahim Sarim Paşa \| 28 d'abril de 1848 \| 13 d'agost de 1848 \| Turc otomà \| \| Koca Mustafa Reşid Paşa (segona vegada) \| 13 d'agost de 1848 \| 27 de gener de 1852 \| Turc otomà \| \| Mehmed Emin Rauf Paşa (cinquena vegada) \| 27 de gener de 1852 \| 7 de març de 1852 \| Turc otomà \| \| Koca Mustafa Reşid Paşa (tercera vegada) \| 7 de març de 1852 \| 7 d'agost de 1852 \| Turc otomà \| \| Mehmed Emin Âli Paşa (primera vegada) \| 7 d'agost de 1852 \| 4 d'octubre de 1852 \| Turc otomà \| \| Damat Mehmed Ali Paşa \| 4 d'octubre de 1852 \| 14 de maig de 1853 \| Turc hamsheni (Damat= Novi de la dinastia). \| \| Giritli Mustafa Naili Paşa (primera vegada) \| 14 de maig de 1853 \| 30 de maig de 1854 \| Albanès d'Egipte, anomenat Giritli (Cretenc) per haver estat governador de Creta força temps \| \| Kıbrıslı Mehmed Emin Paşa (primera vegada) \| 30 de maig de 1854 \| 24 de novembre de 1854 \| Turc de Xipre \| \| Koca Mustafa Reşid Paşa (quarta vegada) \| 24 de novembre de 1854 \| 4 de maig de 1855 \| Turc otomà \| \| Mehmed Emin Âli Paşa (segona vegada) \| 4 de maig de 1855 \| 1 de desembre de 1856 \| Turc otomà \| \| Koca Mustafa Reşid Paşa (cinquena vegada) \| 1 de desembre de 1856 \| 2 d'agost de 1857 \| Turc otomà \| \| Giritli Mustafa Naili Paşa (segona vegada) \| 2 d'agost de 1857 \| 23 d'octubre de 1857 \| Albanès \| \| Koca Mustafa Reşid Paşa (sisena vegada) \| 23 d'octubre de 1857 \| 7 de gener de 1858 \| Turc otomà \| \| Mehmed Emin Âli Paşa (tercera vegada) \| 11 de gener de 1858 \| 8 d'octubre de 1859 \| Turc otomà \| \| Kıbrıslı Mehmed Emin Paşa (segona vegada) \| 8 d'octubre de 1859 \| 24 de desembre de 1859 \| Turc de Xipre \| \| Mütercim Mehmed Rüşdi Paşa (primera vegada) \| 24 de desembre de 1859 \| 27 de maig de 1860 \| Turc otomà (Mütercim = Traductor) \| \| Kıbrıslı Mehmed Emin Paşa (tercera vegada) \| 27 de maig de 1860 \| 6 d'agost de 1861 \| Turc de Xipre \| \| Mehmed Emin Âli Paşa (quarta vegada) \| 6 d'agost de 1861 \| 22 de novembre de 1861 \| Turc otomà \| \| Keçecizade Fuat Paşa (primera vegada) \| 22 de novembre de 1861 \| 6 de gener de 1863 \| Turc otomà de Konya \| \| Yusuf Kâmil Paşa \| 6 de gener de 1863 \| 3 de juny de 1863 \| Turc otomà \| \| Keçecizade Fuat Paşa (segona vegada) \| 3 de juny de 1863 \| 5 de juny de 1866 \| Turc otomà \| \| Mütercim Mehmed Rüşdi Paşa (segona vegada) \| 5 de juny de 1866 \| 11 de febrer de 1867 \| Turc otomà \| \| Mehmed Emin Âli Paşa (cinquena vegada) \| 11 de febrer de 1867 \| 7 de setembre de 1871 \| Turc otomà \| \| Mahmud Nedim Paşa (primera vegada) \| Setembre de 1871 \| 31 de juliol de 1872 \| Turc otomà, de malnom Nedimoff per la seva política russofila \| \| Mithat Paşa (primera vegada) \| 31 de juliol de 1872 \| 19 d'octubre de 1872 \| Turc otomà originari de Rusçuk, nascut a Istanbul. \| \| Mütercim Mehmed Rüşdi Paşa (tercera vegada) \| Octubre de 1872 \| Febrer de 1873 \| Turc otomà \| \| Sakızlı Ahmed Esad Paşa (primera vegada) \| 15 de febrer de 1873 \| Maig de 1873 \| Turc de Sakız / Quios \| \| Şirvanlızade Mehmed Rüşdi Paşa \| Maig de 1873 \| 14 de febrer de 1874 \| Kurd de Şirvan. \| \| Hüseyin Avni Paşa \| 14 de febrer de 1874 \| 25 d'abril de 1875 \| Turc otomà \| \| Sakızlı Ahmed Esad Paşa (segona vegada) \| Abril de 1875 \| Agost de 1875 \| Turc otomà de Sakız (Quios) \| \| Mahmud Nedim Paşa (segona vegada) \| 21 d'agost de 1875 \| 11 de maig de 1876 \| Turc otomà \| \| Mütercim Mehmed Rüşdi Paşa (quarta vegada) \| 12 de maig de 1876 \| 19 de desembre de 1876 \| Turc otomà \| \| Mithat Paşa (segona vegada) \| 19 de desembre de 1876 \| 5 de febrer de 1877 \| Turc otomà. Fou el darrer gran visir executat (durant el seu exili a Taif), no se sap si fou per ordre del sultà o no. \| \| İbrahim Edhem Paşa \| 5 de febrer de 1877 \| 11 de gener de 1878 \| Grec de Quios/Sakız; venut com esclau de jove al gran visir Koca Mehmed Hüsrev Pasha el 1822 \| \| Ahmed Hamdi Paşa \| 11 de gener de 1878 \| 4 de febrer de 1878 \| Turc otomà \| \| Ahmed Vefik Paşa \| 4 de febrer de 1878 \| 18 d'abril de 1878 \| Turc otomà d'Istanbul. \| \| Mehmed Sadık Paşa \| 18 d'abril de 1878 \| Maig de 1878 \| Turc otomà \| \| Mütercim Mehmed Rüşdi Paşa (cinquena vegada) \| Maig de 1878 \| Juny de 1878 \| Turc otomà \| \| Mehmed Esad Safvet Paşa \| Maig de 1878 \| Octubre de 1878 \| Turc otomà \| \| Khayr al-Din Paixà \| Octubre de 1878 \| 28 de juliol de 1879 \| Tunisià \| \| Ahmed Arifi Paşa \| 28 de juliol de 1879 \| Setembre de 1879 \| Turc otomà \| \| Küçük Mehmed Said Paşa (primera vegada) \| 18 d'octubre de 1879 \| 9 de juny de 1880 \| Turc otomà (Küçük = Petit; feia 1,47 m d'alçada i fou el gran visir més baix) \| \| Cenanizade Mehmed Kadri Paşa \| 9 de juny de 1880 \| 12 de setembre de 1880 \| Turc otomà d'Antep \| \| Küçük Mehmed Said Paşa (segona vegada) \| 12 de setembre de 1880 \| 2 de maig de 1882 \| Turc otomà \| \| Abdurrahman Nureddin Paşa \| 2 de maig de 1882 \| 12 de juliol de 1882 \| Turc otomà de Kütahya (família Germiyan) \| \| Küçük Mehmed Said Paşa (tercera vegada) \| 12 de juliol de 1882 \| 30 de novembre de 1882 \| Turc otomà \| \| Ahmed Vefik Paşa (segona vegada) \| 1 de desembre de 1882 \| 3 de desembre de 1882 \| Turc otomà \| \| Küçük Mehmed Said Paşa (quarta vegada) \| 3 de desembre de 1882 \| 24 de setembre de 1885 \| Turc otomà \| \| Kıbrıslı Mehmed Kâmil Paşa (primera vegada) \| Setembre de 1885 \| Setembre de 1891 \| Turc de Xipre. \| \| Ahmed Cevad Paixà \| 4 de setembre de 1891 \| 9 de juny de 1895 \| Turc otomà de Kabaağaç a Afyonkarahisar (família Şakirpaşazade) \| \| Küçük Mehmed Said Paşa (cinquena vegada) \| 9 de juny de 1895 \| 3 d'octubre de 1895 \| Turc otomà \| \| Kıbrıslı Mehmed Kâmil Paşa (segona vegada) \| Octubre de 1895 \| novembre de 1895 \| Turc de Xipre. \| \| Halil Rifat Paşa \| novembre de 1895 \| 9 de novembre de 1901 \| Turc otomà de Serres (Serez) \| \| Küçük Mehmed Said Paşa (sisena vegada) \| 13 de novembre de 1901 \| 15 de gener de 1903 \| Turc otomà \| \| Avlonyalı Mehmed Ferid Paşa \| 15 de gener de 1903 \| Juliol de 1908 \| Albanès d'Avlonya (Vlorë antiga Valona) \| \| Küçük Mehmed Said Paşa (setena vegada) \| 22 de juliol de 1908 \| 6 d'agost de 1908 \| Turc otomà \| \| Kıbrıslı Mehmed Kâmil Paşa (tercera vegada) \| Agost de 1908 \| Febrer de 1909 \| Turc de Xipre \| \| Ahmed Tevfik Paşa (primera vegada) \| 31 de març de 1909 \| Maig de 1909 \| Turc otomà \| \| Hüseyin Hilmi Paşa \| Maig de 1909 \| Gener de 1910 \| Turc otomà de Midilli (Lesbos) \| \| İbrahim Hakkı Paşa \| 12 de gener de 1910 \| 29 de setembre de 1911 \| Turc otomà \| \| Küçük Mehmed Said Paşa (vuitena vegada) \| 4 d'octubre de 1911 \| 17 de juliol de 1912 \| Turc otomà \| \| Ahmet Muhtar Paşa \| 22 de juliol de 1912 \| 29 d'octubre de 1912 \| Turc otomà de Bursa \| \| Kıbrıslı Mehmed Kâmil Paşa (quarta vegada) \| Octubre de 1912 \| 23 de gener de 1913 \| Turc de Xipre \| \| Mahmud Şevket Paşa \| 23 de gener de 1913 \| 11 de juny de 1913 \| Turc otomà de Bagdad \| \| Said Halim Paşa \| 12 de juny de 1913 \| 3 de febrer de 1917 \| Egipci d'origen albanès (de la família de kedivs egipcis) \| \| Mehmet Talat Paşa \| 4 de febrer de 1917 \| 8 d'octubre de 1918 \| Turc otomà d'Edirne \| \| Ahmed Izzet Furgaç \| 14 d'octubre de 1918 \| 8 de novembre de 1918 \| Turc otomà d'Istanbul \| \| Ahmed Tevfik Paşa (segona vegada) \| 11 de novembre de 1918 \| 10 de març de 1919 \| Turc otomà \| \| Damat Ferid Paşa (primera vegada) \| 10 de març de 1919 \| 4 d'octubre de 1919 \| Montenegrí serbi originari de la vila de Potoci, prop de Pljevlja (Damat, novi de la dinastia) \| \| Ali Rıza Paşa \| 6 d'octubre de 1919 \| 2 de març de 1920 \| Turc otomà d'Istanbul \| \| Hulusi Salih Paşa \| 8 de març de 1920 \| 2 d'abril de 1920 \| Turc otomà d'Istanbul \| \| Damat Ferid Paşa (segona vegada) \| 5 d'abril de 1920 \| 18 d'octubre de 1920 \| Montenegrí serbi originari de Potoci, prop de Pljevlja (Damat, novi de la dinastia) \| \| Ahmed Tevfik Paşa (tercera vegada) \| 21 d'octubre de 1920 \| 17 de novembre de 1922 \| Turc otomà, darrer gran visir \| | |                        | |
| Gran Visir | Inici del càrrec | Final de càrrec        | Notes |
| Alaeddin Paixà | 1320 | 1331                   | Turc otomà |
| Mahmudoğlu Nizamüddin Ahmed Paşa | 1331 | 1348                   | Turc otomà |
| Hacı Paşa | 1348 | 1349                   | Turc otomà |
| Sinanüddin Yusuf Paixà | 1349 | 1364                   | Turc otomà |
| Çandarli Kara Halil Hayreddin Paixà | 1364 | 22 de gener de 1387    | Turc otomà de Cendere (o Çandar) prop d'Ankara. El primer que va portar el títol.                                                                |
| Çandarli Alí Paixà | 1387 | 1406                   | Turc otomà |
| Osmancıklı İmamzade Halil Paşa | 1406 | 1413                   | Turc otomà d'Osmancık |
| Amasyalı Beyazıd Paşa | 1413 | 1421                   | Turc otomà d'Amasya |
| Çandarli Ibrahim Paixà | 1421 | 1429                   | Turc otomà |
| Osmancıklı (Amasyalı) Koca Mehmed Nizamüddin Paşa | 1429 | 1439                   | Turc otomà d'Osmancık o Amasya |
| Çandarli Halil Paixà | 1443 | 1 de juny de 1453      | Turc otomà. Primer gran visir que fou executat                                                                                                   |
| Zaganos Paixà | Juny de 1453 | 1456                   | Albanès |
| Mahmut Paixà Angelovitx (primera vegada) | 1456 | 1466                   | Serbi. Ex presoner de guerra que es va casar amb una filla de Mehmet II.                                                                         |
| Rum Mehmed Paixà | 1466 | 1469                   | Grec. |
| İshak Paşa (primera vegada) | 1469 | 1472                   | origen eslau |
| Mahmut Paixà Angelovitx (segona vegada) | 1472 | 1474                   | Serbi. Ex presoner de guerra casat a una filla de Mehmet II.                                                                                     |
| Gefik Ahmad Paixà | 1474 | Maig de 1476           | noble serbo-romà d'Orient |
| Karamanlı Mehmed Paixà | Maig de 1476 | 1481                   | Turc otomà de Karaman |
| İshak Paşa (segona vegada) | 1481 | 1483                   | origen serbi o bosnià |
| Dawud Paixà Kodja | 1483 | 1497                   | Albanès |
| Hersekli Ahmed Paşa (primera vegada) | 2 de març de 1497 | 19 d'agost de 1498     | croat d'Hercegovina |
| Çandarli (II) Ibrahim Paixà | 1498 | agost de 1499          | Turc otomà |
| Mesih Paixà | 1499 | novembre de 1501       | grec |
| Khadim Ali Paixà (primera vegada) | 1501 | Desembre de 1502       | Serbi de Bòsnia (Hadim = Criat) |
| Hersekli Ahmed Paşa (segona vegada) | Desembre de 1502 | 7 de setembre de 1506  | Croat d'Hercegovina |
| Khadim Ali Paixà (segona vegada) | 1506 | Juliol de 1511         | Serbi de Bòsnia |
| Hersekli Ahmed Paşa (tercera vegada) | Juliol de 1511 | Setembre de 1511       | Croat d'Hercegovina |
| Koca Mustafa Paşa | Setembre de 1511 | 1512                   | Grec |
| Hersekli Ahmed Paşa (quarta vegada) | 1512 | 28 de novembre de 1514 | Croat d'Hercegovina |
| Dukakinoğlu Ahmed Paşa | 18 de desembre de 1514                                                                                                   | 8 de setembre de 1515  | Albanès |
| Hersekli Ahmed Paşa (cinquena vegada) | 8 de setembre de 1515 | 26 d'abril de 1516     | Croat d'Hercegovina |
| Hadım Sinan Paşa | 26 d'april de 1516 | 22 de gener de 1517    | Bosnià, família Boronivic(Hadim = Criat) |
| Devşirme Yunus Paşa | 22 de gener de 1517 | 13 de setembre de 1517 | Origen desconegut, però no turc |
| Piri Mehmed Paşa | 25 de gener de 1518 | 27 de juny de 1523     | Turc otomà d'Aksaray |
| Pargali Ibrahim Paixà, conegut també com a Frenk İbrahim Pasha | 27 de juny de 1523 | 14 de mraç de 1536     | Greec de Parga |
| Ayas Paixà | 14 de març de 1536 | 13 de juliol de 1539   | Albanès |
| Çelebi Lütfi Paşa | 13 de juliol de 1539 | Abril de 1541          | Albanès d'Avlonya (Vlorë) (Çelebi = persona refginada i de bones maneres)                                                                        |
| Hadim Süleyman Paixà | Abril 1541 | 28 de novembre de 1544 | Origen desconegut (Hadim = Manservant) |
| Damat Rüstem Paşa (primera vegada) | 28 de novembre de 1544                                                                                                   | 6 d'octubre de 1553    | Croat de Bòsnia |
| Kara Ahmad Paixà | 6 d'octubre de 1553 | 29 de setembre de 1555 | Albanès |
| Damat Rüstem Paşa (segona vegada) | 29 de setembre de 1555                                                                                                   | 10 de juliol de 1561   | Croat de Bòsnia |
| Semiz Ali Paixà | 10 de juliol de 1561 | 28 de juny de 1565     | Serbi |
| Sokollu Mehmet Paşa (Mehmed Paṥa Sokolović) | 28 de juny de 1565 | 12 d'octubre de 1579   | Serbi de Bòsnia |
| Semiz Ahmed Paşa | 12 d'octubre de 1579 | 28 d'abril de 1580     | Albanès |
| Lala Mustafà Paixà | 28 d'abril de 1580 | 7 d'agost de 1580      | Bosnià (Lala = tutor del sultà) |
| Koca Sinan Paixà (primera vegada) | 7 d'agost de 1580 | 6 de desembre de 1582  | Albanès |
| Kanijeli Siyavuş Paşa (primera vegada) | 24 de desembre de 1582                                                                                                   | 25 de juliol de 1584   | Croat o hongarès de Kanije |
| Özdemiroğlu Osman Paşa | 28 de juliol de 1584 | 29 d'octubre de 1585   | Mameluc circassià |
| Hadim Mesih Paixà | 1 de novembre de 1585 | 14 d'abril de 1586     | D'origen desconegut (Hadim = Criat) |
| Kanijeli Siyavuş Paşa (segona vegada) | 14 d'abril de 1586 | 2 d'abril de 1589      | Croat o hongarès de Kanije |
| Koca Sinan Paixà (segona vegada) | 14 d'abril de 1589 | 1 d'agost de 1591      | Albanès |
| Ferhad Paixà (primera vegada) | 1 d'agost de 1591 | 4 d'abril de 1592      | Albanès |
| Kanijeli Siyavuş Paşa (tercera vegada) | 4 d'abril de 1592 | 28 de gener de 1593    | Croat o hongarès de Kanije |
| Koca Sinan Paixà (tercera vegada) | 28 de gener de 1593 | 16 de febrer de 1595   | Albanès |
| Ferhad Paixà (segona vegada) | 16 de febrer de 1595 | 7 de juliol de 1595    | Albanès |
| Koca Sinan Paixà (quarta vegada) | 7 de juliol de 1595 | 19 de novembre de 1595 | Albanès |
| Tekeli Lala Mehmed Paixà | 19 de novembre de 1595                                                                                                   | 28 de novembre de 1595 | Turc otomà de Manisa |
| Koca Sinan Paixà (cinquena vegada) | 1 de desembre de 1595 | 3 d'abril de 1596      | Albanès |
| Damat Ibrahim Paixà (primera vegada) | 4 d'abril de 1596 | 27 d'octubre de 1596   | Serbi (Damat = Novi de la Dinastia) |
| Cığalazade Yusuf Sinan Paşa | 27 d'octubre de 1596 | 5 de desembre de 1596  | Italià, d'una família genovesa de Cicala. |
| Damat Ibrahim Paixà (segona vegada) | 5 de desembre de 1596 | 3 de novembre de 1597  | Serbi (Damat = Novi de la dinastia) |
| Hadim Hasan Paixà | 3 de novembre de 1597 | 9 d'abril de 1598      | Origen desconegut |
| Cerrah Mehmed Paşa | 9 d'abril de 1598 | 6 de gener de 1599     | Turc otomà (Cerrah = Cirurgià) |
| Damat Ibrahim Paixà (tercera vegada) | 6 de gener de 1599 | 10 de juliol de 1601   | Serbi (Damat = Novi de la dinastia) |
| Yemişçi Hasan Paşa | 22 de juliol de 1601 | 4 d'octubre de 1603    | Albanès (Yemişçi = Venedor de fruita) |
| Malkoç Yavuz Ali Paşa | 16 d'octubre de 1603 | 26 de juliol de 1604   | Serbi. Dinastia de Malkoç, abans Malković |
| Sokolluzade Lala Mehmed Paixà | 5 d'agost de 1604 | 21 de juny de 1606     | Bosnià (Lala = Tutor) |
| Derwix Paixà | 21 de juny de 1606 | 9 de desembre de 1606  | Bosnià |
| Kuyucu Murat Paşa | 11 de desembre de 1606                                                                                                   | 5 d'agost de 1611      | Croat (Kuyucu = Enterrador de fonts) |
| Gümülcineli Damat Nasuh Paşa | 5 d'agost de 1611 | 17 d'octubre de 1614   | Possible albanès de Gümülcine. (Damat = Novi de la dinastia). Casat amb Ayşe Sultan, filla d'Ahmet I                                             |
| Öküz Kara Mehmed Paixà (primera vegada) | 17 d'octubre de 1614 | 17 de novembre de 1616 | Turc otomà d'Istanbul (Öküz = Bou) |
| Damat Halil Paixà (primera vegada) | 17 de novembre de 1616                                                                                                   | 18 de gener de 1619    | Armeni de Zeytun (Damat = Novi de la dinastia)                                                                                                   |
| Öküz Kara Mehmed Paixà (segona vegada) | 18 de gener de 1619 | 23 de desembre de 1619 | Turc otomà d'Istanbul |
| Güzeldje Ali Paixà | 23 de desembre de 1619                                                                                                   | 9 de març de 1621      | Turc otomà (Güzelce = Guapo) |
| Ohrili Hüseyin Paşa | 9 de març de 1621 | 17 de setembre de 1621 | Albanès d'Ohri |
| Dilawar Paixà | 17 de setembre de 1621                                                                                                   | 20 de maig de 1622     | Croat |
| Kara Dawud Paixà | 20 de maig de 1622 | 13 de juny de 1622     | Bosnià |
| Mere Hüseyin Paşa (primera vegada) | 13 de juny de 1622 | 8 d'agost de 1622      | Albanès ("Mere!" = "Agafa-ho!" en albanès; l'únic gran visir que no parlava turc)                                                                |
| Lefkeli Mustafa Paşa | 8 d'agost de 1622 | 21 de setembre de 1622 | Turc otomà de Lefke, moderna Orhaneli |
| Gürcü Mehmed Paixà I (Hadım -'Eunuc'- Mehmed Paixà) | 21 de setembre de 1622                                                                                                   | 5 de febrer de 1623    | Georgia (Gürcü = Georgià) |
| Mere Hüseyin Paşa (segona vegada) | 5 de febrer de 1623 | 30 d'agost de 1623     | Albanès |
| Kemankeş Kara Ali Paşa | 30 d'agost de 1623 | 3 d'abril de 1624      | Turc otomà (Kemankeş = Arquer) |
| Çerkes Mehmed Ali Paşa | 3 d'abril de 1624 | 28 de gener de 1625    | Circasià (Çerkes = Circassià) |
| Hafiz Ahmed Paixà (primera vegada) | 8 de febrer de 1625 | 1 de desembre de 1626  | Turc o Pomak (Búlgar musulmà),m casat amb Ayşe Sultan filla d'Ahmed I                                                                            |
| Damat Halil Paixà (segona vegada) | 1 de desembre de 1626 | 6 d'abril de 1628      | Armeni de Zeytun (Damat = Novi de la dinastia)                                                                                                   |
| Gazi Ekrem Hüsrev Paixà | 6 d'abril de 1628 | 25 d'octubre de 1631   | Bosnià |
| Hafiz Ahmed Paixà (segona vegada) | 25 d'octubre de 1631 | 10 de febrer de 1632   | Turc o Pomak de Filibe. |
| Topal Recep Paşa | 10 de febrer de 1632 | 18 de maig de 1632     | Bosnià (Topal = Placa) |
| Tabanıyassi Mehmed Paixà | 18 de maig de 1632 | 2 de febrer de 1637    | Possiblement albanès (Tabanıyassı = Peus plans)                                                                                                  |
| Bayram Paşa | 2 de febrer de 1637 | 26 d'agost de 1638     | Turc otomà d'Istanbul |
| Tayyar Mehmed Paşa | 27 d'agost de 1638 | 23 de desembre de 1638 | Turc otomà |
| Kemankeş Kara Mustafa Paşa | 23 de desembre de 1638                                                                                                   | 31 de gener de 1644    | Albaniès (Kemankeş = Arquer) |
| Sultanzade Semiz Mehmed Paixà àlies Civan Kapucubaşı Sultanzade Mehmed Paşa | 31 de gener de 1644 | 17 de desembre de 1645 | Turc Otomà (Sultanzade = Fill d'una princesa otomana)                                                                                            |
| Nevesinli Salih Paşa | 17 de desembre de 1645                                                                                                   | 16 de setembre de 1647 | Bosnià de Nevesinje. |
| Kara Musa Paşa | 16 de setembre de 1647                                                                                                   | 21 de setembre de 1647 | Turc otomà. Mort abans de rebre el segell. |
| Ahmed Paixà Hezarpare | 21 de setembre de 1647                                                                                                   | 7 d'agost de 1648      | Grec otomà d'Istanbul (Hezarpare = Mil peces) |
| Sofu Mehmed Paşa o Mevlevi Mehmed Paşa | 7 d'agost de 1648 | 21 de maig de 1649     | Turc otomà (Sofu = Devot) |
| Kara Dev Murad Paşa | 21 de maig de 1649 | 5 d'agost de 1651      | Albanès (Dev = Gegant) |
| Melek Ahmed Paşa | 5 d'agost de 1651 | 21 d'agost de 1651     | Abkhaz (Melek = Àngel) |
| Abaza Damad Siyavuş Paşa (primera vegada) | 21 d'agost de 1651 | 27 de setembre de 1651 | Abkhaz |
| Gürcü Mehmed Paşa II | 27 de setembre de 1651                                                                                                   | 20 de juny de 1652     | Georgià (Gürcü - Georgià) |
| Tarhoncu Ahmet Paşa | 20 de juny de 1652 | 21 de març de 1653     | Albanès (tarhoncu = ‘venedor d'herbes') |
| Derwix Mehmed Paixà | 21 de març de 1653 | 28 d'octubre de 1654   | Circassià |
| İpşiri Mustafa Paşa | 28 d'octubre de 1654 | 11 de maig de 1655     | Abkhaz (İpşiri = Portador de bones notícies). Casat amb Ayşe Sultan, filla d'Ahmet I                                                             |
| Kara Dev Murad Paşa (segona vegada) | 11 de maig de 1655 | 19 de'agost de 1655    | Albanès |
| Ermeni Süleyman Paşa | 19 d'agost de 1655 | 28 de febrer de 1656   | Turc de Malatya, tot i el cognom Ermeni que vol dir armeni.                                                                                      |
| Gazi Deli Hüseyin Paşa, també Deli Husayn Paixà | 28 de febrer de 1656 | 5 de març de 1656      | Turc otomà de Yenişehir. No va rebre el segell. (Deli = Enfadat)                                                                                 |
| Zurnazen Mustafa Paşa (va exercir 4 hores) | 5 de març de 1656 | 5 de març de 1656      | Albanès (Zurnazen = Clarinetista). Enderrocat per una revolta.                                                                                   |
| Abaza Damad Siyavuş Paşa (segona vegada) | 5 de març de 1656 | 25 d'abril de 1656     | Abkhaz |
| Boynuyaralı Mehmed Paşa | 26 d'abril de 1656 | 15 de setembre de 1656 | Turc otomà de Samsun (Boynu yaralı = Coll Tallat)                                                                                                |
| Köprülü Mehmed Paşa | 15 de setembre de 1656                                                                                                   | 31 d'octubre de 1661   | Albanès de Rudnik |
| Köprülü Fazıl Ahmed Paşa | 31 d'octubre de 1661 | 19 d'octubre de 1676   | Pare albanès i mare turca otomana |
| Merzifonlu Kara Mustafa Paṣa | 19 d'octubre de 1676 | 25 de desembre de 1683 | Turc otomà de Merzifon |
| Kara Ibrahim Paixà | 15 de desembre de 1683                                                                                                   | 18 de novembre de 1685 | Bosnià |
| Sarı Süleyman Paşa | 18 de novembre de 1685                                                                                                   | 18 de setembre de 1687 | Bosnià (Sarı = Ros) |
| Köprülü Damadı Abaza Siyavuş Paşa | 18 de setembre de 1687                                                                                                   | 3 de març de 1688      | Abkhaz. |
| Nixandji Ismail Paixà (Ayazli Nixandji Ismail Paixà) | caimacan 1 de març de 1688, gran visir 2 de maig de 1688 (mohafiz d'Ozi, visir sense segell entre 4 de març i 2 de maig) | 30 de maig de 1868     | Turc otomà d'Ayaş) |
| Tekirdağlı Bekri Mustafa Paşa | 30 de maig de 1688 | 7 de novembre de 1689  | Turc otomà de Tekirdağ. |
| Köprülü Fazıl Mustafa Paşa | 10 de novembre de 1689                                                                                                   | 19 d'agost de 1691     | Turc otomà (família Köprülü) |
| Arabadji Ali Paixà | 24 d'agost de 1691 | 21 de març de 1692     | Albanès (Arabacı = Conductor de carros) |
| Merzifonlu Çalık Hacı Ali Paşa | 23 de març 1692 | 17 de març de 1693     | Turc otomà de Merzifon. |
| Bozoklu (Bıyıklı) Mustafa Paşa | 17 de març de 1693 | març de 1694           | Turc otomà de Bozok (moderna Yozgat). |
| Sürmeli Ali Paixà | 13 de març de 1694 | 22 d'abril de 1695     | Grec de Dimetoka) (Sürmeli = Ulls tenyits) |
| Elmas Mehmed Paixà | 3 de maig de 1695 | 11 de setembre de 1697 | Turc otomà (Elmas = Diamant) |
| Amudja-zade Husayn Paixà | 17 de setembre de 1697                                                                                                   | 4 de setembre 1702     | Turc otomà |
| Daltaban Mustafa Paşa | 4 de setembre 1702 | 24 de gener de 1703    | Serbi, segons Joseph von Hammer, de Monastır (Daltaban = descalç)                                                                                |
| Rami Mehmed Paixà | 25 de gener de 1703 | 22 d'agost de 1703     | Turc otomà, d'Istanbul |
| Sührablı Kavanoz Nişancı Ahmed Paşa | 22 d'agost de 1703 | 16 de novembre de 1703 | Rus (Kavanoz = Una gerra, per la seva figura, baix i gros)                                                                                       |
| Damad Hasan Paixà | 18 de novembre de 1703                                                                                                   | 28 de setembre de 1704 | Turc otomà de Mora (Damat = nuvi de la dinastia)                                                                                                 |
| Kalaylıkoz Hacı Ahmed Paşa | Octubre de 1704 | 25 de desembre de 1704 | desconegut |
| Baltacı Mehmed Paixà (1r cop) | 25 de desembre de 1704                                                                                                   | 3 de maig de 1706      | Turc otomà d'Osmancık. |
| Çorlulu Damat Ali Paşa | 3 de maig de 1706 | 15 de juny de 1710     | Turc de Çorlu (Damat = Nuvi de la dinastia) |
| Köprülüzade Damat Numan Paşa | 16 de juny de 1710 | 17 d'agost de 1710     | Turc otomà |
| Baltacı Mehmed Paixà (segona vegada) | 18 d'agost de 1710 | 20 de novembre de 1711 | Turc otomà d'Osmancık. |
| Gürcü Ağa Yusuf Paşa | 20 de novembre de 1711                                                                                                   | 11 de novembre de 1712 | Georgià |
| Silahdar Süleyman Paşa | 12 de novembre de 1712                                                                                                   | 6 d'abril de 1713      | Abkhaz |
| Kel Hoca İbrahim Paşa | 6 d'abril de 1713 | 7 d'abril de 1713      | Turc otomà de Serez (Serres) |
| Silahdar Damat Ali Paşa | 27 d'abril de 1713 | 5 d'agost de 1716      | Turc otomà d'İznik (Damat = Novi de la dinastia)                                                                                                 |
| Hacı Halil Paşa | 21 d'agost de 1716 | Octubre de 1717        | Albanès |
| Tevkii Nişancı Mehmed Paşa | Octubre de 1717 | 9 de maig de 1718      | Turc otomà de Kayseri |
| Nevşehirli Damat İbrahim Paşa | 9 de maig de 1718 | 16 d'octubre de 1730   | Turc otomà de Nevşehir. (Damat = Novi de la dinastia)                                                                                            |
| Silahdar Damat Mehmed Paşa | 16 d'octubre de 1730 | 23 de gener de 1731    | Turc otomà d'Istanbul (Damat = Nuvi) |
| Kabakulak İbrahim Paşa | 23 de gener de 1731 | 11 de setembre de 1731 | Turc otomà de Şebinkarahisar |
| Topal Osman Paşa | 21 de setembre de 1731                                                                                                   | 12 de març de 1732     | Turc otomà (Topal = Lamina) |
| Hekimoğlu Ali Paşa (primera vegada) | 12 de març de 1732 | 14 de juliol de 1735   | De pare venecià i mare otomana |
| Gürcü İsmail Paşa | 14 de juliol de 1735 | 25 de desembre de 1735 | Georgià (Gürcü = Georgià) |
| Silahdar Seyyid Mehmed Paşa | 10 de gener de 1736 | 5 d'agost de 1737      | Turc otomà de Dimetoka |
| Muhsinzade Abdullah Paşa | 22 d'agost de 1737 | 19 de desembre de 1737 | Àrab d'Aleppo |
| Yeğen Mehmed Paşa | 3 de desembre de 1737 | 23 de març de 1739     | Turkc otomà (Yeğen = nebot (del sultà)) |
| Hacı İvazzade Mehmed Paşa | 17 de març de 1739 | 23 de juny de 1740     | Albanès |
| Nişancı Şehla Hacı Ahmed Paşa | 22 de juliol de 1740 | 7 d'abril de 1742      | Turc otomà d'Alanya |
| Hekimoğlu Ali Paşa (segona vegada) | 21 d'abril de 1742 | 4 d'octubre de 1742    | De pare venecià i mare otomana |
| Seyyid Hasan Paşa | 4 d'octubre de 1742 | 10 d'agost de 1746     | Turc otomà de Karahisar (actual Şebinkarahisar)                                                                                                  |
| Tiryaki Hacı Mehmed Paşa | 11 d'agost de 1746 | 24 d'agost de 1747     | Turc otomà (Tiryaki= addicte (al tàbac, a l'opi etc...)).                                                                                        |
| Boynueğri Seyyid Abdullah Paşa | 24 d'agost de 1747 | 2 de gener de 1750     | Turc otomà de Kerkük |
| Divitdar Mehmed Emin Paşa | 9 de gener de 1750 | 1 de juliol de 1752    | Turc otomà d'Istanbul |
| Çorlulu Köse Bahir Mustafa Paşa (primera vegada) | 1 de juliol de 1752 | 16 de febrer de 1755   | Turc otomà de Çorlu (Köse = Poca barba) |
| Hekimoğlu Ali Paşa (3r cop) | 16 de fenrer de 1755 | 19 de maig de 1755     | De pare venecià i mare otomana |
| Naili Abdullah Paşa | 19 de maig de 1755 | 24 d'agost de 1755     | Turc otomà d'Istanbul |
| Silahdar Bıyıklı Ali Paşa | 24 d'agost de 1755 | 25 d'octubre de 1755   | Albanès |
| Yirmisekizzade Mehmed Said Paşa | 25 d'octubre de 1755 | 1 d'abril de 1756      | Turc otomà d'Edirne (Yirmisekiz = Vint-i-vuit, perquè el seu pare havia servit al batalló 28 dels geníssers)                                     |
| Çorlulu Köse Bahir Mustafa Paşa (segona vegada) | 30 d'abril de 1756 | 3 de desembre de 1756  | Turc otomà de Çorlu (Köse = Poca barba) |
| Koca Mehmed Ragıp Paşa | 12 de gener de 1757 | 8 d'abril de 1763      | Turc otomà d' Istanbul |
| Tevkii Hamza Hamid Paşa | 11 d'abril de 1763 | 29 de setembre de 1763 | Turc otomà de Develi |
| Çorlulu Köse Bahir Mustafa Paşa (tercera vegada) | 29 de setembre de 1763                                                                                                   | 30 de març de 1765     | Turc otomà de Çorlu |
| Muhsinzade Mehmed Paşa (primera vegada) | 30 de març de 1765 | 7 d'agost de 1768      | Turc otomà |
| Silahdar Hamza Mahir Paşa | 7 d'agost de 1768 | 20 d'octubre de 1768   | Turc otomà de Develi |
| Yağlıkçızade Nişancı Hacı Mehmed Emin Paşa | Octubre 1768 | 12 d'agost de 1769     | Turc otomà d'Istanbul |
| Moldovancı Ali Paşa | 12 d'agost de 1769 | 12 de desembre de 1769 | Turc otomà de Daday |
| İvazzade Halil Paşa | 13 de desembre de 1769                                                                                                   | 25 de desembre de 1770 | Turc otomà |
| Silahdar Mehmed Paşa | 25 de desembre de 1770                                                                                                   | 11 de desembre de 1771 | Turc otomà d' Istanbul |
| Muhsinzade Mehmed Paşa (segona vegada) | Desembre de 1771 | 4 d'agost de 1774      | Turc otomà |
| Safranbolulu İzzet Mehmed Paşa (primera vegada) | 11 d'agost de 1774 | 7 de juliol de 1775    | Turc otomà de Safranbolu. |
| Moralı Derviş Mehmed Paşa | 7 de juliol de 1775 | 5 de gener de 1777     | Turc otomà de Mora (Peloponès) |
| Darendeli Cebecizade Mehmed Paşa | 5 de gener de 1777 | 1 de setembre de 1778  | Turc otomà de Darende. |
| Kalafat Mehmed Paşa | 1 de setembre de 1778 | 22 d'agost de 1779     | Búlgar de Sofia. |
| Silahdar Karavezir Seyyid Mehmed Paşa o Karavezir Seyyid Mehmed Paşa | Agost de 1779 | 20 de febrer de 1781   | Turc otomà d'Arabsun prop de Kırşehir |
| Safranbolulu İzzet Mehmed Paşa (segona vegada) | 20 de febrer de 1781 | 25 d'agost de 1782     | Turc otomà de Safranbolu. |
| Yeğen Hacı Mehmed Paşa | 25 d'agost de 1782 | 31 de desembre de 1782 | Turc otomà (Yeğen = Nebot, en aquest cas "nebot del sultà").                                                                                     |
| Halil Hamid Paşa | 31 de desembre de 1782                                                                                                   | 30 d'abril de 1785     | Turc otomà d'Isparta |
| Hazinedar Şahin Ali Paşa | 30 d'abril de 1785 | 25 de gener de 1786    | Probablement georgià |
| Koca Yusuf Paşa (primera vegada) | 25 de gener de 1786 | 28 de maig de 1789     | Georgià |
| Kethüda Çerkes Meyyit Hasan Paşa o Cenaze Hasan Paṣa | 28 de maig de 1789 | 2 de gener de 1790     | Circassià ("Cenaze" o "Meyyit" = Un funeral, un cos mort)                                                                                        |
| Cezayirli Gazi Hasan Paşa | 2 de gener de 1790 | 30 de març de 1790     | Turc otomà, segurament d'origen caucàsic/iranià comprat com a esclau i criat a Tekirdağ. Cezayirli vol dir d' Alger lloc on va exercir la corsa. |
| Rusçuklu Çelebizade Şerif Hasan Paşa | 16 d'abril de 1790 | 12 de febrer de 1791   | Turc otomà de Rusçuk. |
| Koca Yusuf Paşa (segona vegada) | 12 de febrer de 1791 | 1792                   | Georgià |
| Damat Melek Mehmed Paşa | 1792 | 21 d'octubre de 1794   | Bosnià (Damat = Novi de la dinastia otomana) |
| Safranbolulu İzzet Mehmed Paşa (tercera vegada) | 21 d'octubre de 1794 | 23 d'octubre de 1798   | Turc otomà de Safranbolu. |
| Kör Yusuf Ziyaüddin Paşa (primera vegada) | 23 d'octubre de 1798 | 24 de juny de 1805     | Turc otomà (Kör = Blind) |
| Bostancıbaşı Hafız İsmail Paşa | 24 de setembre de 1805                                                                                                   | 13 d'octubre de 1806   | Turc otomà |
| Keçiboynuzu İbrahim Hilmi Paşa | 13 d'octubre de 1806 | 3 de juny de 1807      | Turc otomà (Keçiboynuzu = Garrofa, per ser suposadament trencadís com les garrofes)                                                              |
| Çelebi Mustafa Paşa | 3 de juny de 1807 | 29 de juliol de 1808   | Turc otomà (Çelebi = Persona refinada, intel·ligent i de bones maneres)                                                                          |
| Bayrakdar Mustafà Paixà, també conegut com a Alemdar Mustafà Paixà | 29 de juliol de 1808 | 15 de novembre de 1808 | Turc otomà de Rusçuk. (Alemdar o Bayraktar = portaestendard, els dos noms corresponen al mateix rang als geníssers)                              |
| Çavuşbaşı Memiş Paşa | 16 de novembre de 1808                                                                                                   | Desembre de 1808       | Albanès (Çavuşbaşı = Sargent Major) |
| Çarhacı Ali Paşa | Desembre de 1808 | Març de 1809           | Turc otomà |
| Kör Yusuf Ziyaüddin Paşa (segona vegada) | Març de 1809 | Febrer de 1811         | Turc otomà |
| Laz Aziz Ahmed Paixà | Febrer de 1811 | Juliol de 1812         | Laz |
| Hurşid Ahmed Paşa | Juliol de 1812 | 30 de març de 1815     | Turc otomà; únic gran visir otomà que es va suïcidar en l'exercici del càrrec                                                                    |
| Mehmed Emin Rauf Paşa (primera vegada) | 30 de març de 1815 | 6 de gener de 1818     | Turc otomà |
| Burdurlu Derviş Mehmed Paixà | 6 de gener de 1818 | 5 de gener de 1820     | Turc otomà de Burdur |
| Ispartalı Seyyid Ali Paşa | 5 de gener de 1820 | 21 d'abril de 1821     | Turc otomà |
| Benderli Ali Paşa | 21 d'abril de 1821 | 30 d'abril de 1821     | Turc otomà de Bender (actual Moldàvia). El darrer gran visir executat per orde del sultà                                                         |
| Hacı Salih Paşa | 30 d'abril de 1821 | 11 de novembre de 1822 | Turc otomà |
| Bostancıbaşı Deli Abdullah Paşa | 11 de novembre de 1822                                                                                                   | 4 de març de 1823      | Turc otomà (Deli = Enfadat) |
| Turnacızade Silahdar Ali Paşa | 4 de març de 1823 | Desembre de 1823       | Turc otomà |
| Mehmed Said Galip Paşa | Desembre de 1823 | 15 de setembre de 1824 | Turc otomà |
| Benderli Mehmed Selim Sırrı Paşa | 15 de setembre de 1824                                                                                                   | 26 d'octubre de 1828   | Turc otomà de Bender (actual Moldàvia) |
| Darendeli Topal İzzet Mehmed Paşa (primera vegada) | 26 d'octubre de 1828 | Gener de 1829          | Turc otomà de Darende. |
| Reşid Mehmed Paixà | Gener de 1829 | 17 de febrer de 1833   | Turc otomà |
| Mehmed Emin Rauf Paşa (segona vegada) | 17 de febrer de 1833 | 8 de juliol de 1839    | Turc otomà |
| Koca Mehmed Hüsrev Paşa | 8 de juliol de 1839 | 29 de maig de 1841     | Turc otomà |
| Mehmed Emin Rauf Paşa (tercera vegada) | 29 de maig de 1841 | 7 d'octubre de 1841    | Turc otomà |
| Darendeli Topal İzzet Mehmed Paşa (segona vegada) | 7 d'octubre de 1841 | 3 de setembre de 1842  | Turc otomà de Darende |
| Mehmed Emin Rauf Paşa (quarta vegada) | 3 de setembre de 1842 | 31 de juliol de 1846   | Turc otomà |
| Koca Mustafa Reşid Paşa (primera vegada) | 31 de juliol de 1846 | 28 d'abril de 1848     | Turc otomà |
| İbrahim Sarim Paşa | 28 d'abril de 1848 | 13 d'agost de 1848     | Turc otomà |
| Koca Mustafa Reşid Paşa (segona vegada) | 13 d'agost de 1848 | 27 de gener de 1852    | Turc otomà |
| Mehmed Emin Rauf Paşa (cinquena vegada) | 27 de gener de 1852 | 7 de març de 1852      | Turc otomà |
| Koca Mustafa Reşid Paşa (tercera vegada) | 7 de març de 1852 | 7 d'agost de 1852      | Turc otomà |
| Mehmed Emin Âli Paşa (primera vegada) | 7 d'agost de 1852 | 4 d'octubre de 1852    | Turc otomà |
| Damat Mehmed Ali Paşa | 4 d'octubre de 1852 | 14 de maig de 1853     | Turc hamsheni (Damat= Novi de la dinastia). |
| Giritli Mustafa Naili Paşa (primera vegada) | 14 de maig de 1853 | 30 de maig de 1854     | Albanès d'Egipte, anomenat Giritli (Cretenc) per haver estat governador de Creta força temps                                                     |
| Kıbrıslı Mehmed Emin Paşa (primera vegada) | 30 de maig de 1854 | 24 de novembre de 1854 | Turc de Xipre |
| Koca Mustafa Reşid Paşa (quarta vegada) | 24 de novembre de 1854                                                                                                   | 4 de maig de 1855      | Turc otomà |
| Mehmed Emin Âli Paşa (segona vegada) | 4 de maig de 1855 | 1 de desembre de 1856  | Turc otomà |
| Koca Mustafa Reşid Paşa (cinquena vegada) | 1 de desembre de 1856 | 2 d'agost de 1857      | Turc otomà |
| Giritli Mustafa Naili Paşa (segona vegada) | 2 d'agost de 1857 | 23 d'octubre de 1857   | Albanès |
| Koca Mustafa Reşid Paşa (sisena vegada) | 23 d'octubre de 1857 | 7 de gener de 1858     | Turc otomà |
| Mehmed Emin Âli Paşa (tercera vegada) | 11 de gener de 1858 | 8 d'octubre de 1859    | Turc otomà |
| Kıbrıslı Mehmed Emin Paşa (segona vegada) | 8 d'octubre de 1859 | 24 de desembre de 1859 | Turc de Xipre |
| Mütercim Mehmed Rüşdi Paşa (primera vegada) | 24 de desembre de 1859                                                                                                   | 27 de maig de 1860     | Turc otomà (Mütercim = Traductor) |
| Kıbrıslı Mehmed Emin Paşa (tercera vegada) | 27 de maig de 1860 | 6 d'agost de 1861      | Turc de Xipre |
| Mehmed Emin Âli Paşa (quarta vegada) | 6 d'agost de 1861 | 22 de novembre de 1861 | Turc otomà |
| Keçecizade Fuat Paşa (primera vegada) | 22 de novembre de 1861                                                                                                   | 6 de gener de 1863     | Turc otomà de Konya |
| Yusuf Kâmil Paşa | 6 de gener de 1863 | 3 de juny de 1863      | Turc otomà |
| Keçecizade Fuat Paşa (segona vegada) | 3 de juny de 1863 | 5 de juny de 1866      | Turc otomà |
| Mütercim Mehmed Rüşdi Paşa (segona vegada) | 5 de juny de 1866 | 11 de febrer de 1867   | Turc otomà |
| Mehmed Emin Âli Paşa (cinquena vegada) | 11 de febrer de 1867 | 7 de setembre de 1871  | Turc otomà |
| Mahmud Nedim Paşa (primera vegada) | Setembre de 1871 | 31 de juliol de 1872   | Turc otomà, de malnom Nedimoff per la seva política russofila                                                                                    |
| Mithat Paşa (primera vegada) | 31 de juliol de 1872 | 19 d'octubre de 1872   | Turc otomà originari de Rusçuk, nascut a Istanbul.                                                                                               |
| Mütercim Mehmed Rüşdi Paşa (tercera vegada) | Octubre de 1872 | Febrer de 1873         | Turc otomà |
| Sakızlı Ahmed Esad Paşa (primera vegada) | 15 de febrer de 1873 | Maig de 1873           | Turc de Sakız / Quios |
| Şirvanlızade Mehmed Rüşdi Paşa | Maig de 1873 | 14 de febrer de 1874   | Kurd de Şirvan. |
| Hüseyin Avni Paşa | 14 de febrer de 1874 | 25 d'abril de 1875     | Turc otomà |
| Sakızlı Ahmed Esad Paşa (segona vegada) | Abril de 1875 | Agost de 1875          | Turc otomà de Sakız (Quios) |
| Mahmud Nedim Paşa (segona vegada) | 21 d'agost de 1875 | 11 de maig de 1876     | Turc otomà |
| Mütercim Mehmed Rüşdi Paşa (quarta vegada) | 12 de maig de 1876 | 19 de desembre de 1876 | Turc otomà |
| Mithat Paşa (segona vegada) | 19 de desembre de 1876                                                                                                   | 5 de febrer de 1877    | Turc otomà. Fou el darrer gran visir executat (durant el seu exili a Taif), no se sap si fou per ordre del sultà o no.                           |
| İbrahim Edhem Paşa | 5 de febrer de 1877 | 11 de gener de 1878    | Grec de Quios/Sakız; venut com esclau de jove al gran visir Koca Mehmed Hüsrev Pasha el 1822                                                     |
| Ahmed Hamdi Paşa | 11 de gener de 1878 | 4 de febrer de 1878    | Turc otomà |
| Ahmed Vefik Paşa | 4 de febrer de 1878 | 18 d'abril de 1878     | Turc otomà d'Istanbul. |
| Mehmed Sadık Paşa | 18 d'abril de 1878 | Maig de 1878           | Turc otomà |
| Mütercim Mehmed Rüşdi Paşa (cinquena vegada) | Maig de 1878 | Juny de 1878           | Turc otomà |
| Mehmed Esad Safvet Paşa | Maig de 1878 | Octubre de 1878        | Turc otomà |
| Khayr al-Din Paixà | Octubre de 1878 | 28 de juliol de 1879   | Tunisià |
| Ahmed Arifi Paşa | 28 de juliol de 1879 | Setembre de 1879       | Turc otomà |
| Küçük Mehmed Said Paşa (primera vegada) | 18 d'octubre de 1879 | 9 de juny de 1880      | Turc otomà (Küçük = Petit; feia 1,47 m d'alçada i fou el gran visir més baix)                                                                    |
| Cenanizade Mehmed Kadri Paşa | 9 de juny de 1880 | 12 de setembre de 1880 | Turc otomà d'Antep |
| Küçük Mehmed Said Paşa (segona vegada) | 12 de setembre de 1880                                                                                                   | 2 de maig de 1882      | Turc otomà |
| Abdurrahman Nureddin Paşa | 2 de maig de 1882 | 12 de juliol de 1882   | Turc otomà de Kütahya (família Germiyan) |
| Küçük Mehmed Said Paşa (tercera vegada) | 12 de juliol de 1882 | 30 de novembre de 1882 | Turc otomà |
| Ahmed Vefik Paşa (segona vegada) | 1 de desembre de 1882 | 3 de desembre de 1882  | Turc otomà |
| Küçük Mehmed Said Paşa (quarta vegada) | 3 de desembre de 1882 | 24 de setembre de 1885 | Turc otomà |
| Kıbrıslı Mehmed Kâmil Paşa (primera vegada) | Setembre de 1885 | Setembre de 1891       | Turc de Xipre. |
| Ahmed Cevad Paixà | 4 de setembre de 1891 | 9 de juny de 1895      | Turc otomà de Kabaağaç a Afyonkarahisar (família Şakirpaşazade)                                                                                  |
| Küçük Mehmed Said Paşa (cinquena vegada) | 9 de juny de 1895 | 3 d'octubre de 1895    | Turc otomà |
| Kıbrıslı Mehmed Kâmil Paşa (segona vegada) | Octubre de 1895 | novembre de 1895       | Turc de Xipre. |
| Halil Rifat Paşa | novembre de 1895 | 9 de novembre de 1901  | Turc otomà de Serres (Serez) |
| Küçük Mehmed Said Paşa (sisena vegada) | 13 de novembre de 1901                                                                                                   | 15 de gener de 1903    | Turc otomà |
| Avlonyalı Mehmed Ferid Paşa | 15 de gener de 1903 | Juliol de 1908         | Albanès d'Avlonya (Vlorë antiga Valona) |
| Küçük Mehmed Said Paşa (setena vegada) | 22 de juliol de 1908 | 6 d'agost de 1908      | Turc otomà |
| Kıbrıslı Mehmed Kâmil Paşa (tercera vegada) | Agost de 1908 | Febrer de 1909         | Turc de Xipre |
| Ahmed Tevfik Paşa (primera vegada) | 31 de març de 1909 | Maig de 1909           | Turc otomà |
| Hüseyin Hilmi Paşa | Maig de 1909 | Gener de 1910          | Turc otomà de Midilli (Lesbos) |
| İbrahim Hakkı Paşa | 12 de gener de 1910 | 29 de setembre de 1911 | Turc otomà |
| Küçük Mehmed Said Paşa (vuitena vegada) | 4 d'octubre de 1911 | 17 de juliol de 1912   | Turc otomà |
| Ahmet Muhtar Paşa | 22 de juliol de 1912 | 29 d'octubre de 1912   | Turc otomà de Bursa |
| Kıbrıslı Mehmed Kâmil Paşa (quarta vegada) | Octubre de 1912 | 23 de gener de 1913    | Turc de Xipre |
| Mahmud Şevket Paşa | 23 de gener de 1913 | 11 de juny de 1913     | Turc otomà de Bagdad |
| Said Halim Paşa | 12 de juny de 1913 | 3 de febrer de 1917    | Egipci d'origen albanès (de la família de kedivs egipcis)                                                                                        |
| Mehmet Talat Paşa | 4 de febrer de 1917 | 8 d'octubre de 1918    | Turc otomà d'Edirne |
| Ahmed Izzet Furgaç | 14 d'octubre de 1918 | 8 de novembre de 1918  | Turc otomà d'Istanbul |
| Ahmed Tevfik Paşa (segona vegada) | 11 de novembre de 1918                                                                                                   | 10 de març de 1919     | Turc otomà |
| Damat Ferid Paşa (primera vegada) | 10 de març de 1919 | 4 d'octubre de 1919    | Montenegrí serbi originari de la vila de Potoci, prop de Pljevlja (Damat, novi de la dinastia)                                                   |
| Ali Rıza Paşa | 6 d'octubre de 1919 | 2 de març de 1920      | Turc otomà d'Istanbul |
| Hulusi Salih Paşa | 8 de març de 1920 | 2 d'abril de 1920      | Turc otomà d'Istanbul |
| Damat Ferid Paşa (segona vegada) | 5 d'abril de 1920 | 18 d'octubre de 1920   | Montenegrí serbi originari de Potoci, prop de Pljevlja (Damat, novi de la dinastia)                                                              |
| Ahmed Tevfik Paşa (tercera vegada) | 21 d'octubre de 1920 | 17 de novembre de 1922 | Turc otomà, darrer gran visir |